# Toncho Nava
Antonio Nava Cano, detto Toncho (Madrid, 5 agosto 1948), è un ex cestista spagnolo.

## Carriera
Con la Spagna ha disputato i Giochi olimpici di Città del Messico 1968 e due edizioni dei Campionati europei (1967, 1969).

## Palmarès
- Campionato spagnolo: 6

Real Madrid: 1965-66, 1967-68, 1968-69, 1969-70, 1970-71, 1971-72
- Copa del Rey: 5

Real Madrid: 1966, 1967, 1970, 1971, 1972
- Coppa dei Campioni: 2

Real Madrid: 1966-67, 1967-68